# Seven de la República Femenino 2019
El Seven de la República Femenino de 2019 fue la cuarta edición del torneo femenino de rugby 7 de fin de temporada para uniones provinciales afiliadas a la Unión Argentina de Rugby. Se llevó a cabo en la ciudad de Paraná, Provincia de Entre Ríos, el 30 de noviembre y 1 de diciembre de 2019 en La Tortuguita, sede del Paraná Rowing Club.
Este fue el primer Seven de la República Femenino en realizarse de manera separada al torneo masculino, disputándose una semana antes y exclusivamente en las instalaciones del Paraná Rowing Club, en lugar de la tradicional sede de El Plumazo. A partir de esta temporada también se empezó a disputar el Seven de la República Femenino Juvenil, jugándose en paralelo al torneo femenino principal y con el mismo formato de competición.
Tucumán se quedó con el torneo por segundo año consecutivo, venciendo nuevamente en la final a la selección de la Unión de Rugby de Buenos Aires, en esta ocasión por un marcador de 24-0. El seleccionado juvenil de la Unión de Rugby de Tucumán también se quedó con el torneo femenino juvenil.
La semana siguiente, el seleccionado masculino también se quedaría con el Seven de la República Masculino 2019, convirtiendo a la Tucumán en la primera unión en la historia del torneo en ganar el torneo masculino y femenino en una misma temporada y el único en ganar los tres torneos principales a la vez.

## Equipos participantes
Participaron de esta edición las selecciones de doce uniones regionales argentinas, las cuales clasificaron a través de su desempeño en torneos regionales y según su cantidad de jugadoras fichadas.
| Equipo       | Unión                                                | Via de clasificación                          |
| ------------ | ---------------------------------------------------- | --------------------------------------------- |
| Alto Valle   | Unión de Rugby del Alto Valle de Río Negro y Neuquén | Campeón del Torneo Regional Patagónico Norte. |
| Andina       | Unión Andina de Rugby                                | Campeón del Torneo Regional Oeste.            |
| Austral      | Unión de Rugby Austral                               | Campeón del Torneo Regional Patagónico Sur.   |
| Buenos Aires | Unión de Rugby de Buenos Aires                       | Cantidad de fichajes.                         |
| Córdoba      | Unión Cordobesa de Rugby                             | Campeón del Torneo Regional Centro.           |
| Entre Ríos   | Unión Entrerriana de Rugby                           | Cantidad de fichajes.                         |
| Misiones     | Unión de Rugby de Misiones                           | Campeón del Torneo Regional NEA.              |
| Nordeste     | Unión de Rugby del Nordeste                          | Cantidad de fichajes.                         |
| Oeste        | Unión de Rugby del Oeste de Buenos Aires             | Cantidad de fichajes.                         |
| Salta        | Unión de Rugby de Salta                              | Cantidad de fichajes.                         |
| Sur          | Unión de Rugby del Sur                               | Campeón del Torneo Regional Pampeano.         |
| Tucumán      | Unión de Rugby de Tucumán                            | Campeón del Torneo Regional NOA.              |

## Formato
Los doce equipos fueron divididos en cuatro grupos de tres equipos cada uno. Cada grupo se resolvió con el sistema de todos contra todos a una sola ronda; la victoria otorgando 2 puntos, el empate 1 y la derrota 0 puntos.
Los dos mejores equipos de cada grupo clasifican a los cuartos de final de la Copa de Oro para definir el campeonato a eliminación directa. Los equipos restantes clasificaron a un grupo de clasificación bajo el sistema de todos contra todos para definir su posicionamiento final (9.° al 12.° puesto).
Los equipos eliminados en cuartos de final de la Copa de Oro clasifican a la Copa de Plata, definiendo su posicionamiento final (5.° al 8.° puesto) en partidos a eliminación directa.

## Fase de grupos

### Zona 1
| Pos. | Equipos      | Partidos | Partidos | Partidos | Tantos | Tantos | Tantos | Pts. |
| Pos. | Equipos      | G        | E        | P        | PF     | PC     | DP     | Pts. |
| ---- | ------------ | -------- | -------- | -------- | ------ | ------ | ------ | ---- |
| 1.°  | Tucumán      | 2        | 0        | 0        | 57     | 10     | +47    | 4    |
| 2.°  | Buenos Aires | 1        | 0        | 1        | 59     | 20     | +39    | 2    |
| 3.°  | Oeste        | 0        | 0        | 2        | 0      | 86     | -86    | 0    |

|  | Copa de Oro                    |
|  | Reubicación 9.° al 12.° puesto |

| 30 de noviembre | Tucumán | 37 - 0  | Oeste | Paraná Rowing Club, Paraná |  |
|                 |         | Reporte |       |                            |  |

| 30 de noviembre | Buenos Aires | 49 - 0  | Oeste | Paraná Rowing Club, Paraná |  |
|                 |              | Reporte |       |                            |  |

| 30 de noviembre | Tucumán | 20 - 10 | Buenos Aires | Paraná Rowing Club, Paraná |  |
|                 |         | Reporte |              |                            |  |

### Zona 2
| Pos. | Equipos    | Partidos | Partidos | Partidos | Tantos | Tantos | Tantos | Pts. |
| Pos. | Equipos    | G        | E        | P        | PF     | PC     | DP     | Pts. |
| ---- | ---------- | -------- | -------- | -------- | ------ | ------ | ------ | ---- |
| 1.°  | Sur        | 1        | 1        | 0        | 44     | 27     | +17    | 3    |
| 2.°  | Entre Ríos | 1        | 1        | 0        | 27     | 22     | +5     | 3    |
| 3.°  | Austral    | 0        | 0        | 2        | 25     | 47     | -22    | 0    |

|  | Copa de Oro                    |
|  | Reubicación 9.° al 12.° puesto |

| 30 de noviembre | Sur | 12 - 12 | Entre Ríos | Paraná Rowing Club, Paraná |  |
|                 |     | Reporte |            |                            |  |

| 30 de noviembre | Austral | 10 - 15 | Entre Ríos | Paraná Rowing Club, Paraná |  |
|                 |         | Reporte |            |                            |  |

| 30 de noviembre | Sur | 32 - 15 | Austral | Paraná Rowing Club, Paraná |  |
|                 |     | Reporte |         |                            |  |

### Zona 3
| Pos. | Equipos    | Partidos | Partidos | Partidos | Tantos | Tantos | Tantos | Pts. |
| Pos. | Equipos    | G        | E        | P        | PF     | PC     | DP     | Pts. |
| ---- | ---------- | -------- | -------- | -------- | ------ | ------ | ------ | ---- |
| 1.°  | Andina     | 2        | 0        | 0        | 58     | 10     | +48    | 4    |
| 2.°  | Alto Valle | 1        | 0        | 1        | 51     | 15     | +36    | 2    |
| 3.°  | Salta      | 0        | 0        | 2        | 5      | 89     | -84    | 0    |

|  | Copa de Oro                    |
|  | Reubicación 9.° al 12.° puesto |

| 30 de noviembre | Alto Valle | 46 - 0  | Salta | Paraná Rowing Club, Paraná |  |
|                 |            | Reporte |       |                            |  |

| 30 de noviembre | Andina | 43 - 5  | Salta | Paraná Rowing Club, Paraná |  |
|                 |        | Reporte |       |                            |  |

| 30 de noviembre | Alto Valle | 5 - 15  | Andina | Paraná Rowing Club, Paraná |  |
|                 |            | Reporte |        |                            |  |

### Zona 4
| Pos. | Equipos  | Partidos | Partidos | Partidos | Tantos | Tantos | Tantos | Pts. |
| Pos. | Equipos  | G        | E        | P        | PF     | PC     | DP     | Pts. |
| ---- | -------- | -------- | -------- | -------- | ------ | ------ | ------ | ---- |
| 1.°  | Córdoba  | 2        | 0        | 0        | 50     | 24     | +26    | 4    |
| 2.°  | Misiones | 1        | 0        | 1        | 53     | 31     | +22    | 2    |
| 3.°  | Nordeste | 0        | 0        | 2        | 20     | 68     | -48    | 0    |

|  | Copa de Oro                    |
|  | Reubicación 9.° al 12.° puesto |

| 30 de noviembre | Córdoba | 29 - 10 | Nordeste | Paraná Rowing Club, Paraná |  |
|                 |         | Reporte |          |                            |  |

| 30 de noviembre | Misiones | 39 - 10 | Nordeste | Paraná Rowing Club, Paraná |  |
|                 |          | Reporte |          |                            |  |

| 30 de noviembre | Córdoba | 21 - 14 | Misiones | Paraná Rowing Club, Paraná |  |
|                 |         | Reporte |          |                            |  |

## Fase final

### Copa de Oro
|  | Cuartos de final | Cuartos de final | Cuartos de final |              |              | Semifinales  | Semifinales | Semifinales |            |                  | Final Oro        | Final Oro        | Final Oro |  |
|  |                  |                  |                  |              |              |              |             |             |            |                  |                  |                  |           |  |
|  |                  |                  |                  |              |              |              |             |             |            |                  |                  |                  |           |  |
|  | Tucumán          | Tucumán          | 17               |              |              |              |             |             |            |                  |                  |                  |           |  |
|  | Tucumán          | Tucumán          | 17               |              |              |              |             |             |            |                  |                  |                  |           |  |
|  | Misiones         | Misiones         | 14               |              |              |              |             |             |            |                  |                  |                  |           |  |
|  | Misiones         | Misiones         | 14               |              | Tucumán      | Tucumán      | 19          |             |            |                  |                  |                  |           |  |
|  |                  |                  |                  |              | Tucumán      | Tucumán      | 19          |             |            |                  |                  |                  |           |  |
|  |                  |                  | Alto Valle       | Alto Valle   | 5            |              |             |             |            |                  |                  |                  |           |  |
|  | Sur              | Sur              | Alto Valle       | Alto Valle   | 5            | 0            |             |             |            |                  |                  |                  |           |  |
|  | Sur              | Sur              |                  |              |              |              |             |             |            |                  |                  |                  |           |  |
|  | Alto Valle       | Alto Valle       | 36               |              |              |              |             |             |            |                  |                  |                  |           |  |
|  | Alto Valle       | Alto Valle       | 36               |              |              |              |             |             |            | Tucumán          | Tucumán          | 24               |           |  |
|  |                  |                  |                  |              |              |              |             |             |            | Tucumán          | Tucumán          | 24               |           |  |
|  |                  |                  | Buenos Aires     | Buenos Aires | 0            |              |             |             |            |                  |                  |                  |           |  |
|  | Córdoba          | Córdoba          | Buenos Aires     | Buenos Aires | 0            | 5            |             |             |            |                  |                  |                  |           |  |
|  | Córdoba          | Córdoba          |                  |              |              |              |             |             |            |                  |                  |                  |           |  |
|  | Buenos Aires     | Buenos Aires     | 12               |              |              |              |             |             |            |                  |                  |                  |           |  |
|  | Buenos Aires     | Buenos Aires     | 12               |              | Buenos Aires | Buenos Aires | 14          |             |            | Final 3.° puesto | Final 3.° puesto | Final 3.° puesto |           |  |
|  |                  |                  |                  |              | Buenos Aires | Buenos Aires | 14          |             |            | Final 3.° puesto | Final 3.° puesto | Final 3.° puesto |           |  |
|  |                  |                  | Andina           | Andina       | 5            |              |             |             |            |                  |                  |                  |           |  |
|  | Andina           | Andina           | Andina           | Andina       | 5            | 31           |             |             | Alto Valle | Alto Valle       | 29               |                  |           |  |
|  | Andina           | Andina           |                  |              |              |              |             |             | Alto Valle | Alto Valle       | 29               |                  |           |  |
|  | Entre Ríos       | Entre Ríos       | 0                |              |              |              |             |             |            |                  | Andina           | Andina           | 10        |  |
|  | Entre Ríos       | Entre Ríos       | 0                |              |              |              |             |             |            |                  | Andina           | Andina           | 10        |  |
|  |                  |                  |                  |              |              |              |             |             |            |                  |                  |                  |           |  |

#### Copa de Plata
|  | Semifinales | Semifinales | Semifinales |         |          | Final Plata      | Final Plata      | Final Plata      |  |
|  |             |             |             |         |          |                  |                  |                  |  |
|  |             |             |             |         |          |                  |                  |                  |  |
|  | Misiones    | Misiones    | 29          |         |          |                  |                  |                  |  |
|  | Misiones    | Misiones    | 29          |         |          |                  |                  |                  |  |
|  | Sur         | Sur         | 10          |         |          |                  |                  |                  |  |
|  | Sur         | Sur         | 10          |         | Misiones | Misiones         | 7                |                  |  |
|  |             |             |             |         | Misiones | Misiones         | 7                |                  |  |
|  |             |             | Córdoba     | Córdoba | 26       |                  |                  |                  |  |
|  | Córdoba     | Córdoba     | Córdoba     | Córdoba | 26       | 12               |                  |                  |  |
|  | Córdoba     | Córdoba     |             |         |          | 12               |                  |                  |  |
|  | Entre Ríos  | Entre Ríos  | 5           |         |          | Final 7.° puesto | Final 7.° puesto | Final 7.° puesto |  |
|  | Entre Ríos  | Entre Ríos  | 5           |         |          | Final 7.° puesto | Final 7.° puesto | Final 7.° puesto |  |
|  |             |             |             |         |          |                  |                  |                  |  |
|  |             |             |             |         |          | Sur              | Sur              | 12               |  |
|  |             |             |             |         |          | Sur              | Sur              | 12               |  |
|  |             |             |             |         |          | Entre Ríos       | Entre Ríos       | 10               |  |
|  |             |             |             |         |          | Entre Ríos       | Entre Ríos       | 10               |  |
|  |             |             |             |         |          |                  |                  |                  |  |

### Reubicación (9.° al 12.° puesto)
| Pos. | Equipos  | Partidos | Partidos | Partidos | Tantos | Tantos | Tantos | Pts. |
| Pos. | Equipos  | G        | E        | P        | PF     | PC     | DP     | Pts. |
| ---- | -------- | -------- | -------- | -------- | ------ | ------ | ------ | ---- |
| 9.°  | Salta    | 2        | 0        | 1        | 60     | 52     | +8     | 4    |
| 10.° | Nordeste | 2        | 0        | 1        | 63     | 53     | +10    | 4    |
| 11.° | Oeste    | 2        | 0        | 1        |        |        |        | 4    |
| 12.° | Austral  | 0        | 0        | 3        |        |        |        | 0    |

| 30 de noviembre | Oeste | 12 - 15 | Nordeste | Paraná Rowing Club, Paraná |  |
|                 |       | Reporte |          |                            |  |

| 30 de noviembre | Austral | 10 - 19 | Salta | Paraná Rowing Club, Paraná |  |
|                 |         | Reporte |       |                            |  |

| 1 de diciembre | Oeste | 20 - 17 | Salta | Paraná Rowing Club, Paraná |  |
|                |       | Reporte |       |                            |  |

| 1 de diciembre | Austral | 17 - 26 | Nordeste | Paraná Rowing Club, Paraná |  |
|                |         | Reporte |          |                            |  |

| 1 de diciembre | Oeste | GP - PP | Austral | Paraná Rowing Club, Paraná |  |
|                |       | Reporte |         |                            |  |

| 1 de diciembre | Salta | 24 - 22 | Nordeste | Paraná Rowing Club, Paraná |  |
|                |       | Reporte |          |                            |  |

## Tabla de posiciones
Las posiciones finales al terminar el campeonato:
| 1.°  | Tucumán      | 5 | 0 | 0 | 117 | 29  | +88 |
| 2.°  | Buenos Aires | 3 | 0 | 2 | 85  | 54  | +31 |
| 3.°  | Alto Valle   | 3 | 0 | 2 | 121 | 44  | +77 |
| 4.°  | Andina       | 3 | 0 | 2 | 104 | 44  | +60 |
| 5.°  | Córdoba      | 4 | 0 | 1 | 93  | 48  | +45 |
| 6.°  | Misiones     | 2 | 0 | 3 | 103 | 84  | +19 |
| 7.°  | Sur          | 2 | 1 | 2 | 66  | 102 | +36 |
| 8.°  | Entre Ríos   | 1 | 1 | 3 | 42  | 82  | -40 |
| 9.°  | Salta        | 2 | 0 | 3 | 65  | 141 | -76 |
| 10.° | Nordeste     | 2 | 0 | 3 | 83  | 121 | -38 |
| 11.° | Oeste        | 2 | 0 | 3 |     |     |     |
| 12.° | Austral      | 0 | 0 | 5 |     |     |     |

|  | Campeón Copa de Oro.     |
|  | Campeón Copa de Plata.   |
|  | Ganador Posicionamiento. |

| Bandera de la Provincia de Tucumán |
| Tucumán Campeón                    |
| Segundo título                     |